# Katakuri
Katakuri (Erythronium japonicum; em japonês:  片栗) é uma espécie de flor rosada pertencente à família do lírio e nativa do Japão, Coreia, Extremo Oriente Russo (Ilha Sacalina, Ilhas Kuril) e nordeste da China (Jilin and Liaoning). Possui uma florada curta na primavera, florescendo entre abril e junho nas florestas.
O Erythronium japonicum tem um caule de até 20 cm de altura, embora até 30% do caule pode ser subterrâneo. O bulbo é alongado, com até 6 cm, mas raramente tem mais de 1 cm. As flores são solitárias e rosadas.
Chamá-la pelo nome genérico comum de lírio truta pode ser um pouco enganador, porque nas espécies japonesas, a planta pode ou não apresentar as marcars escuras e salpicadas nas folhas, que é emblemático do nome comum.

## Situação de proteção
Já relatos diversos sobre se ele deveria ser considerado com risco de extinção no Japão. Uma fonte inclui ele em uma lista de flores selvagens que poderiam ser incluída como com risco. Mas a Eco kentei(ja), ou certificado de especialista ambiental, administrado pela Câmara de Comércio e Indústria de Tóquio(ja) (TCCI), teve uma questão em uma prova no passado, onde a resposta correta para a pergunta "O katakuri está em extinção?" era "não". A versão japonesa do Ministério do Meio Ambiente do Livro Vermelho não fez uma avaliação da espécie inteira, muito embora no Livro Vermelho compilado por algumas províncias, seu status é avaliado como "quase ameaçada" (jun-zetsumetsu kigu shu) nas províncias de Hyogo e Mie, e considerado vulnerável-ameaçado em Shikoku, ao sul de Kanto.
Aponta-se que esta planta das florestas é mais vulnerável, visto que ela tem uma florada muito curta e cresce lentamente. Ela precisa crescer por 7 a 8 anos antes de finalmente florescer. Assim, elas não irão recuperar os seus números uma vez que forem destruídos. Em Niiharu (Midori-ku, Yokohama), a colônia foi inteiramente exterminada durante a noite após uma cobertura da mídia sober a sua florada na região.
Uma colônia que pode ser vista dentro do território da Tóquio metropolitana é em Shimizuyama-ikoi-no-mori(ja), que pode ser traduzida como "bosque do respeito de Shimizuyama", em Nerima-ku. Ele fica na vizinhança do jardim memorial Tomitaro Makino, que também possui um pequeno número de plantas.

## Usos
O katakuriko (片栗粉, "pó de katakuri"), é um amido que leva o nome desta planta e que originalmente se refere ao amido do bulbo da Erythronium japonicum. Devido à sua pequena quantidade, o amido da Erythorium japonicum não é mais comum de se achar, sendo que o amido de batata tomou quase todo o seu lugar atualmente e apenas o nome permanece.
Esta planta não é cultivada e foi colhida de colônias selvagens por caçadores, mas provavelmente não por pessoas que buscavam a fonte do amido mas sim por entusiastas de flores selvagens ou traficantes.
Um rumor da internet afirma que o verdadeiro amido katakuri está disponível como remédio tradicional chinês apesar de extremamente caro, mas é difícil encontrar qualquer referência que fale de qualquer potência extraordinária, então provavelmente ele não seria prescrito por qualquer farmacêutico honesto. Alguns livros afirmam que isto é sanjiko (山慈姑, "yama-kuwai"), mas isto é aparentemente uma confusão com o amana (Tulipa edulis).
Os rumores de que ele é usado em wagashi, particularmente no confeito chamado katakuri-rakugan é apócrifo, visto que o historiador Kahei Mori(ja) afirma que este confeito, que costumava ser feito tradicionalmente no domínio de Morioka, era feito a partir do amido de bulbos de lírio.